# 厄特泰韦尼
厄特泰韦尼，是匈牙利杰尔-莫雄-肖普朗州所辖的一个村。总面积23.67平方公里，总人口2874，人口密度121.4人/平方公里（2011年1月1日）。